# Herkenrath
Herkenrath ist ein Stadtteil von Bergisch Gladbach und gehört unter Nr. 41 zum Statistik-Bezirk 4 der Stadt.

## Geschichte und Bevölkerungsentwicklung

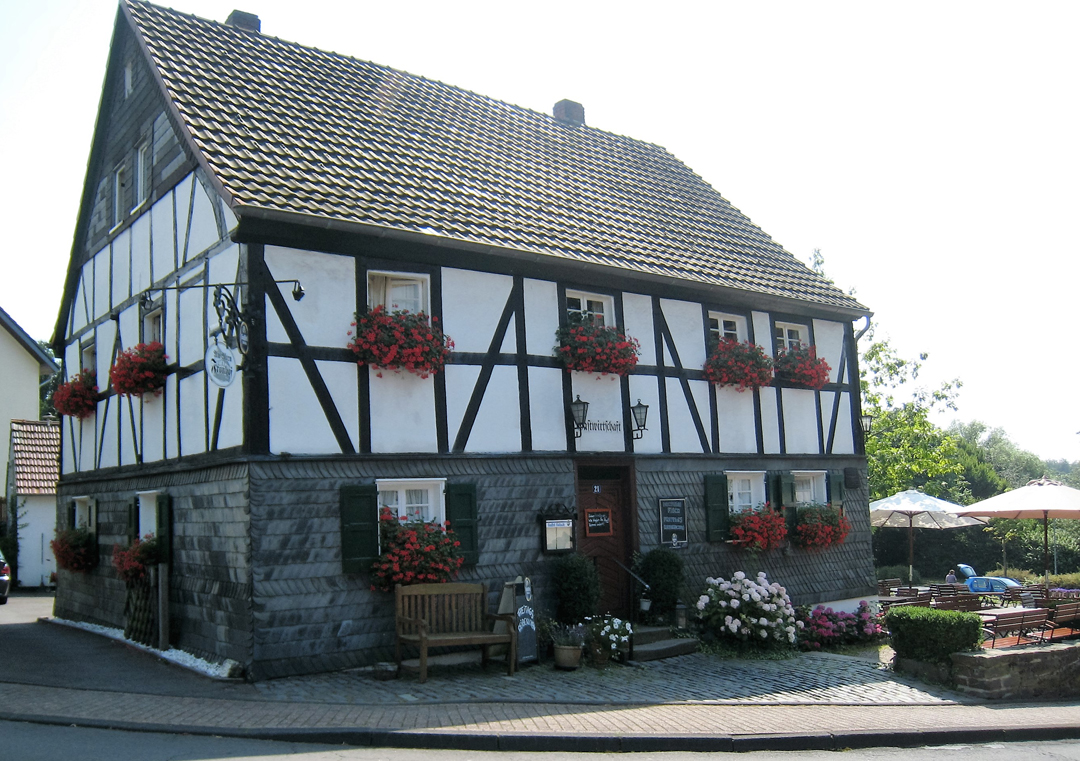
Im Fronhof, Gaststätte gegenüber der Kirche

Der erste schriftliche Beleg, in dem Herkenrath erwähnt wird, stammt von 1163/1164 aus dem Codex Thioderici. Herkenrath wird neben Bensberg als Pfarrei genannt. Die Nennung einer Pfarrei erlaubt den Schluss, dass es dort bäuerliche Siedlungen gab, wenn nicht gar eine Grundherrschaft bestanden hat. Das erste schriftliche Zeugnis, das einen Einblick in die Besitzverhältnisse verschafft, stammt aus der Zeit um 1224, als Dietrich von Dorndorf die Kirche in Herkenrath dem Johanniterorden übertrug.:86 Herkenrath gehörte von 1363 an zum Amt Porz. Bis 1975 war Herkenrath ein Stadtteil von Bensberg.
Im Jahr 1773 hatte Herkenrath 290, 1846 900 und 1910 2057 Einwohner (davon waren 2028 katholisch und 29 evangelisch). Am 31. Dezember 2014 hatte Herkenrath insgesamt 3756 Einwohner (darunter 283 Ausländer). Mit 852 Einwohnern (darunter 27 Ausländer) überwog die Altersgruppe der über 65-Jährigen gegenüber der Altersgruppe unter 18 Jahre mit nur 610 (darunter 37 Ausländer).

## Bergbau
Wahrscheinlich haben bereits Römer in der Umgebung von Herkenrath Bergbau betrieben. Sichere Spuren deuten an vielen Stellen auf mittelalterlichen Bergbau hin. Ab der Mitte des 19. Jahrhunderts galt Herkenrath als ein Zentrum für den industriellen Bergbau. Rings um den Ort herum gab es mehrere größere Bergwerke, die vielen hundert Bergleuten Arbeit gaben. Besonders zu erwähnen sind die Gruben Blücher, Washington, Georg Forster, Berzelius, Weiß und Apfel.

## Kirchen und Einrichtungen
Die römisch-katholische Kirche und Pfarre heißt St. Antonius Abbas. Es gibt einen Pfarrverband Lerbach-Strunde, dem die Pfarreien St. Josef in Heidkamp, St. Antonius Abbas in Herkenrath, St. Johannes der Täufer in Herrenstrunden und St. Severin in Sand angeschlossen sind. Seit Anfang der 1970er Jahre gibt es ein Evangelisches Gemeindezentrum des Gemeindebezirks Herkenrath/Dürscheid. Dieses gehört zur Evangelischen Kirchengemeinde Bensberg und setzt sich aus den Ortschaften Herkenrath, Dürscheid, Immekeppel und Teilen von Moitzfeld zusammen.
Herkenrath verfügt über drei Kindergärten, eine Grundschule, eine Realschule und das Gymnasium.

## Verkehr
Die Haupt-Verkehrsachse Herkenraths bildet die L 289, die den Ort in nord-südlicher Richtung durchquert und innerorts Straßen und Braunsberg heißt. Für Sanierungsarbeiten, bei denen die Deckschicht erneuert wurde, war die Straße zwischen Ball und Braunsberger Feld in den Sommerferien 2022 voll gesperrt. Herkenrath ist an das Busnetz des Verkehrsverbundes Rhein-Sieg angeschlossen. Kreuzungs- und Endpunkt ist die Haltestelle Ball am Gymnasium Herkenrath. Zudem verkehrt ein Wochenend-Nachtbus.

## Kultur
Unter der Überschrift Heimatkundliches und Volkstümliches in Herkenrath berichtet H. Jakob Schmitz in einem Aufsatz im Rheinisch-Bergischen Kalender auch über das als Kirmes bezeichnete, jährlich stattfindende Kirchweihfest. Das Besondere daran ist für Herkenrath, dass sie „Decke-Bunne-Kirmes“ (Dicke-Bohnen-Kirmes) genannt wird. Den Namen trägt sie, weil sie in der ersten Juliwoche stattfindet, wenn die Dicken Bohnen reif werden. Die Bezeichnung Decke Bunne gilt auch als Spitzname für die Herkenrather. Noch heute sind diese Begriffe für die Kirmes und als Spitzname im Volksmund geläufig. Regelmäßig wird in Herkenrath der Rosenmontagszug unter dem Motto „Für uns Pänz“ (für unsere Kinder) veranstaltet.

## Sportvereine
TV Herkenrath, Turn- und Sportverein, gegründet 1909.

## Persönlichkeiten
- Curt Meyer (1919–2011), Mathematiker, der sich mit Zahlentheorie beschäftigte, ab 1966 Lehrstuhlinhaber in Köln, lebte und starb in Herkenrath.
- Axel Häfner (* 1965), Schauspieler und Hörspielsprecher, geboren und aufgewachsen in Herkenrath.